# Haitian Corner
Haitian Corner és una pel·lícula franco-haitiana escrita i dirigida per Raoul Peck, estrenada el 1987. Es tracta del primer llargmetratge dirigit per un haitià en crioll haitià.

## Argument
Joseph Bossuet és un poeta haitià que ha estat tancat a la presó de Fort Dimanche per oposar-se a la dictadura de François Duvalier. Després de patir tortures físiques i psicològiques durant els seus set anys de condemna, és alliberat. Aleshores s'exilia a Nova York amb els seus pares i un germà. Hi treballa en una fàbrica. Un dia, quan va a veure la seva cosina, de la que havia estat enamorat, creu veure un dels seus torturadors i comença a obsessionar-se amb la idea de venjar-se, cosa el farà enfrontar-se amb els seus fantasmes del passat i fins i tot a la seva pròpia família.

## Repartiment
- Patrick Rameau : Joseph
- Aïlo Auguste-Judith : Sarah
- Jean-Claude Eugene : Jean
- Georges Wilson : Hegel
- Emile St. Lot : Theodor
- Jean-Claude Michel : Jolicoeur
- Toto Bissainthe : mère
- Hegel Gouthier : Wilson

## Crítiques
| «           | La força d'Haitian Corner s'imposa. Raoul Peck va ser prou intel·ligent com per no exagerar mentre filmava Nova York. En una ciutat que ho demana. Vine a veure'm! diu la ciutat. No, respon en Peck, enfrontem les nostres històries comunes" | » |
| — Le Monde. | |   |

## Participació a festivals
- Festival dels Tres Continents 1987 : selecció en competició
- 38è Festival Internacional de Cinema de Berlín : sélection en section Forum
- Festival Internacional de Cinema de Sant Sebastià 1988: Secció Zabaltegi Nous realitzadors.[4]